# 2008年爭取2012雙普選大遊行

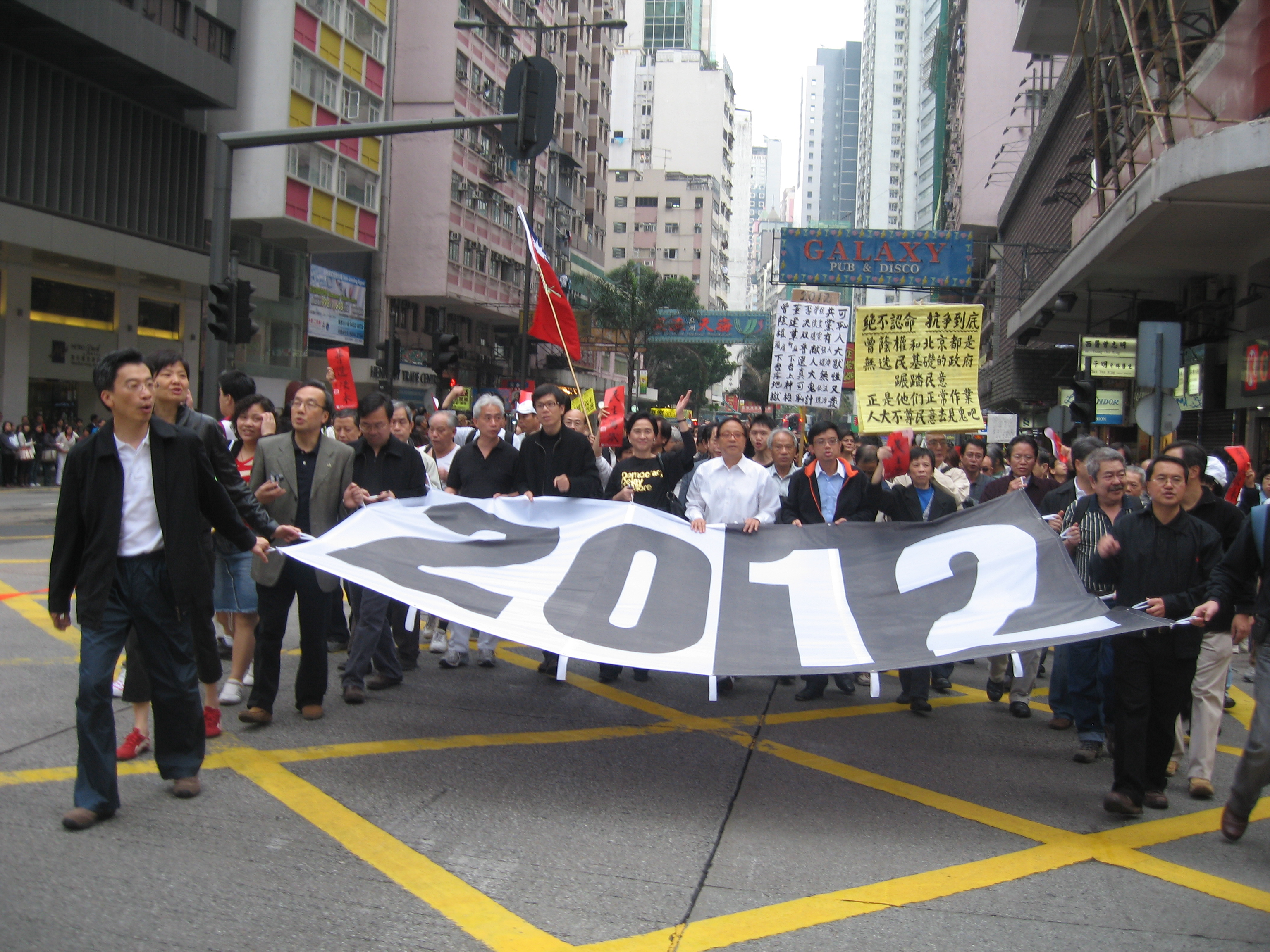
遊行人士手持寫有「2012」的橫額

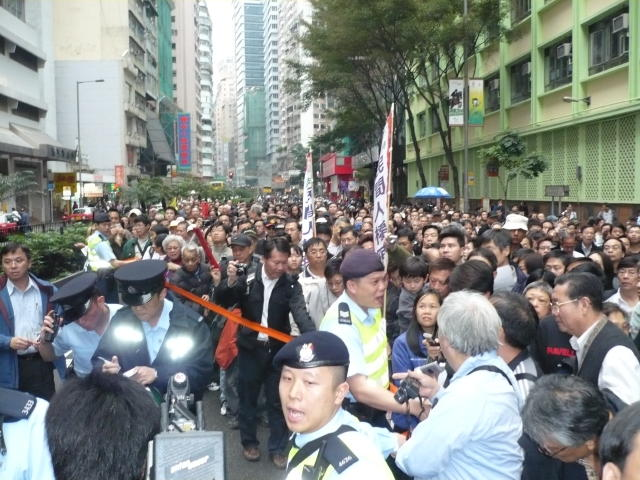
有大量警員維持遊行秩序

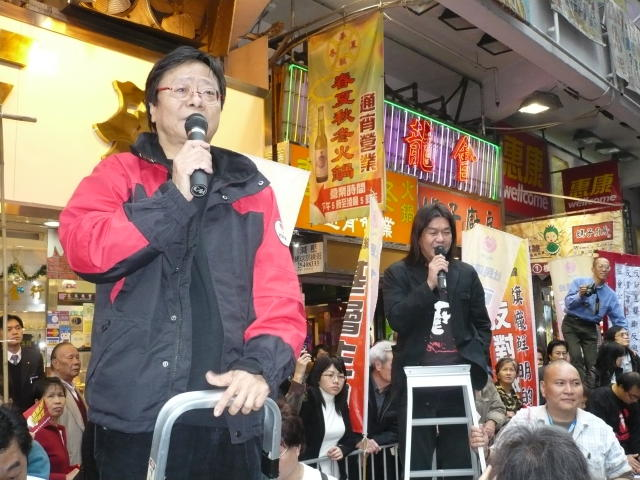
泛民主派議員在場發言

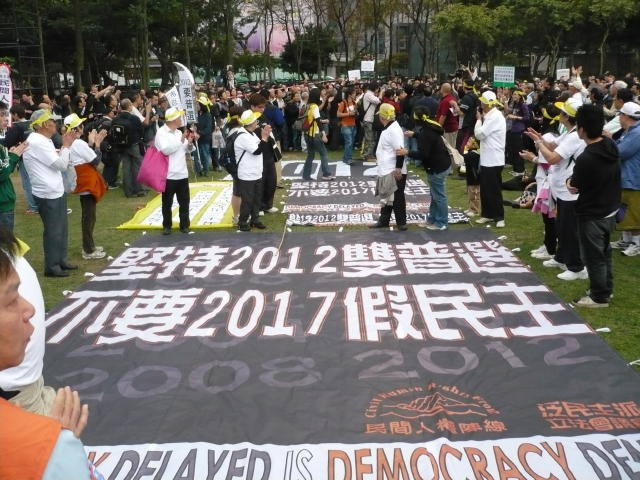
遊行人士的「爭取2012雙普選，不要2017假民主」橫額

2008年爭取2012雙普選大遊行是香港泛民主派在2008年1月13日舉行的一次爭取2012年雙普選遊行，主軸為「堅持2012真普選 不要2017假民主」。

## 背景
在2007年12月29日，人大常委發表草案，指出香港可以在2017年普選行政長官，2020年普選立法會全部議員。而2012年雙普選的方案則被否決，但可以按基本法修改，而立法會功能組別和分區直選比例維持不變，即一半一半，在普選行政長官後，可以普選立法會全部議席。這引起泛民主派不滿，並先於當日下午進行2007年反對人大否決普選遊行。有7000人參加。然後再決定於2008年1月13日舉行多一次遊行，由民間人權陣線主辦。

## 遊行主題
爭取2012雙普選，不要2017假民主

## 路線
由維多利亞公園遊行至政府總部。

## 人數
當日主辦單位稱有22000人參加，而警方則指有6800人參加。

## 遊行餘波
警方指一名警員腰部被襲擊，倒地受傷送院，事隔數天，警方拘捕一名43歲男子。主辦單位則稱事件起因為警方強行收窄遊行路線，導致雙方有少許推撞，並非蓄意襲擊。